# 本土派 (香港)
本土派（英語：Localist camp），泛指以香港人的利益為出發點，強調香港的主體性和香港文化的政治派系。本土派認為香港人的定義為擁護香港、守護共同的核心文化、價值的身份認同，對抗港中融合及中國共產黨和中央政府對香港的政治干預。2019年反送中運動後，部分視為民主派成員，而修憲派則從本土派分裂出來發展。

## 沿革
香港在1841年開埠後到1997年主權移交前稱為英屬香港，期間香港企業家、社會運動人士馬文輝創設了聯合國香港協會和香港民主自治黨兩個組織，以推廣由中華民國、法國、蘇聯、英國及美國所簽訂的《聯合國憲章》所標舉的人權、平等、自決、自由、民主等價值原則，並響應促使香港在列之「非自治領土」獨立自治的呼籲。雖然馬文輝沒有拋棄其中國人的身份，但他指出香港華人並不為中華人民共和國政府或中華民國政府所接受，是不可識別的「無國家身份」，香港人應「生於斯、長於斯，而且死於斯」，建立一個屬於香港人的自治政體。這番言論被認為是香港政治史上首個具本土意識與身份認同論述。
本土派人士認為1997年7月1日香港主權移交間接使中聯辦和港澳辦的關係出現裂痕，其後的中共內部鬥爭更令到香港權力出現分化，宣稱把香港社會視為犧牲品，又認為中共中央利用政策手段使香港出現產業空心化問題，習近平在2002年任浙江省代省長時推行發展上海經濟的政策，令大量香港資金受到後來人民幣匯率改革影響而流入上海，誘使不少外省人口湧向上海定居以賺取利潤，變相令香港製造業的前景陷入低迷。在此之前，1978年改革開放後，到1992年鄧小平在九二南巡期時中共中央在深圳採納主政廣東習仲勳的建議，決定創辦深圳經濟特區，促使香港的物質生產和資本迅速往深圳轉移。
批評聲音認為，香港在主權移交後遭到「赤化」，尤其是中國政府鑑於2003年的民意反撲，未能就《基本法第二十三條》立法，而使中聯辦加速透過香港政府和建制派在社會、經濟、政治及文化上干預香港，通過單程證引入新移民和大量中國大陸自由行旅客來港，企圖實施同化政策去改變香港社會的面貌，破壞香港本土的文化和核心價值。香港議員江貴生認為，當港中矛盾日益尖銳的時候，本土意識和香港人身份認同逐漸抬頭；加上泛民主派支持由新亞書院（香港中文大學前身）所衍生出的民主回歸，而被指多年來抗爭成效未見理想，促使本土派的崛起，並與激進民主派區分。
批評聲音指出，習近平在2012年出任中共中央總書記執政後不斷濫權，指示中聯辦、港澳辦等中共部門繼續利用港中融合論述滲透主流社會，破壞香港優良傳統及繁榮穩定之基石，並蠶食香港的核心價值，致使捍衛香港法治與自由的本土派開始興起。在2016年立法會選舉過程中，有報導質疑中聯辦為確保新界東選區的容海恩和新界西選區的何君堯成功當選，指派職員跟蹤本土派人士梁天琦並要脅建制派自由黨候選人周永勤棄選，以及出現2016年香港立法會參選確認書風波等，意圖干預選舉及損害香港的法治與自由，可會令本土派的勢力日益壯大。
反送中運動以及港版國安法的影響下，朱凱迪、黃之鋒、岑敖暉、何桂藍、張崑陽及袁嘉蔚等自決派人士組成抗爭派，於2020年香港立法會選舉民主派初選中與本土派結盟，挑戰傳統民主派的溫和路線。最終，抗爭派候選人與傳統民主派候選人各佔名單一半。
在2019年後，本土派建立一種具革命意識的保守主義，從而對後現代主義作出批判。也認為現在香港今天面對的問題是泛民主派因為希望政府解決問題而主動為政府充權的結果，故此間接增加了政府權力引致的買辦尋租行為。有評論認為泛民主派的港同盟與支聯會應對香港今日政府擴張與制度崩壞的局面負上最大責任。

## 政治理念
本土派主張以香港人的利益作為本位，認為政策應以香港人的利益為依歸，香港人應平等享有各種權利，反對給予新移民特權。
本土派支持主權在民，按照在香港主權上的不同主張及路線可細分為多個分支。
本土派提倡實行「港中區隔」來抵制港中融合，先以族群矛盾切入，再以族群鬥爭為綱，從而達到捍衛香港獨特性的效果。本土派宣稱民主回歸經已破產，宣稱「香港族群」被受中共政權「殖民統治」，因此主張香港人應反抗被中共控制的香港政府，並有權決定自己的前途。本土派人士孔誥烽宣稱，又中共採行「殖民主義」及「帝國主義」，意圖壟斷香港一切生活所需，正如弗里德里希·海耶克引用托洛茨基所言由「不勞動者不得食」改變成為「不服從者不得食」，將會通往奴役之路。亦有評論引述《经济学人》指香港是裙帶資本主義最嚴重的地方，而裙帶資本主義會帶來權力尋租與腐敗，本土派的思想具有公共選擇理論的特色。。
香港大學法律系副教授戴耀廷認為，中國大陸紅色資本在香港的滲透危害自由市場體系，甚至出現壟斷情況（自由市場屬於競爭模式，裙帶資本主義屬於壟斷模式，兩者並不相容），本土派希望能夠減少香港在經濟上對中國大陸的依賴，利用「去中國化」的方法保護經濟自主，以維護香港獨立自主與港中區隔之傳統。
香港保留很多英治時期的特色，反映出部分香港市民懷念英治時期傾向。在1989年支聯會成為「建設民主中國」在香港的最大推手，一般而言本土派指的「大中華膠」泛指中國民族主義的信仰者，而現時民族主義已變成中國民族主義的代名詞。
有評論認為，在本土派崛起後，香港政治格局大概有三類取向：由泛民主派所代表的民主回歸派、由建制派所代表的中共專制支持者，以及有反殖民傾向的香港民族主義本土派。香港民族主義是指具香港人身份認同傾向的民族主義者，因其獨特理念引起香港與國際社會廣大關注。一般而言辛亥革命前的民族主義並非今日所說的中國民族主義，而傾向於民族自決。中國民族主義提倡所有在大清帝國治下的民族都是中華民族，原有的民族主義提倡大清帝國解體後各民族都有獨立自決的權利。因此中國民族主義理念並不相容於主流本土派中，本土派認為「大中華膠」屬於偽民族主義者，他們一般會打著血濃於水，大愛包容等旗號掩飾他們對中國「帝國主義」的雙重標準，為中國殖民侵略香港打開大門。而他們的行爲最終會加速中國「殖民主義」對香港的侵略，本土派認為他們是出賣香港的人。
本土派在社會及政治層面的立場都與泛民主派和中間派存在分歧，例如對港中關係的理解，以及思考六四事件。部分泛民主派因為受中國民族主義影響，認為主張爭取香港民主的同時必須與中國溝通並關注中國的民主及人權狀況；而本土派則認為香港沒有責任及義務去推動中國大陸的民主運動。
部分本土派並不認同香港民族主義，認為抗爭對象是中共政權而非人民，反對歧視其他居住在香港的族群（包括中國大陸新移民），堅持和平理性非暴力抗爭，因此被質疑有關主張與民主派的主張沒有分別，形同「左膠」。有本土派評論指源自反高鐵反國教的香港眾志與土地正義聯盟等人惡意改造本土自決派（現稱「抗爭派」）路線為民主自決，即是刪除「民族」二字，從而經過政治投機騙取選票。自決派為中華民族主義的思想殖民行為大張其鼓，對本土派內部進行分化與打擊。左翼自決派因而被指是寄生於本土派的理念和路線之中的一個異構物。自決派因其與泛民主派的裙帶關係下，為國際所知悉。然而，這一種透過裙帶關係所產生的國際知名度不良地影響了國際社會對於香港本土派之觀感，直接結果就是使本土派思想被邊緣化。長遠而言，這一群政治投機的左翼自決派理念對於香港民主運動有非常大的負面影響。
也有一些比較熟悉歷史的本土派精英，採用「焦土政策」、「攬炒」，被稱為「焦土派」。他們採用焦土戰略以瓦解中國民族主義與採用歷史修正主義的學術立場，這一種本土派割裂古代名人是中國人民族主義的認同。例如：稱唐朝為李唐帝國，稱屈原為楚國人等。部分本土派認為以中聯辦為轄下的三中商經壟斷香港的教育制度，再利用教育制度以高壓方式進行統戰工作，惡意削弱香港學生的競爭力，使高官子女較容易獲得海外名校學籍。這導致香港社會各階層反彈與增強香港「反共共同體」的政治地位。有評論指這個「反共共同體」具有深厚的先秦道家文化的特質，例如：上善治水、以柔制剛、受邦之垢、有無相生、陰陽一體。「香港共同體」以弗里德里希·李斯特的經濟歷史學派與奧地利學派為「黃色經濟圈」的基礎，提倡「經濟民族主義」與「貿易保護主義」以「對內放任、對外干預」的模式建立完整工業體系。

## 主要派系
本土派包括多個政黨、政治組織及一些獨立人士，現時或曾經在本屆區議會擁有議席的主要包括屯門社區網絡、天水連線、半島連線、將向天晴、東九龍社區關注組、將青力、天民台、北區連線、長社力、九龍角落等，但自從區議員辭職潮及超過50名區議員因拒絕宣誓或宣誓無效被DQ後，大部分目前已處於低調運作或解散的狀態。

### 港獨派
主張利用不同途徑包括武裝革命來逼使中共放棄對香港主體性的管治，繼而讓香港取得完整主權並達致香港獨立。
- 香港民族黨：透過學術交流宣揚反中國大陸殖民信息的政黨，是首個被取締的港獨派組織
- 香港獨立黨：在英國註冊的政黨
- 勇武前綫：原稱獨立陣線

### 民族自決派
提倡以公民民族主義建構香港民族，並行使《公民權利和政治權利國際公約》所賦予的權利，舉行香港前途的民族自決公投，由香港人決定維持一國兩制或更改香港政體，而香港獨立將會是必定出現的選項。民族自決派的ALLinHK於2016年立法會選舉後活動減少、保持低調。現時本土民主前線的多個主要人物在監獄服刑或者在外國受政治庇護，主要職位皆從缺，但組織仍然在網絡低調運作，未有解散。
- 本土民主前線
- 青年新政

### 歸英派
- 保守黨
- 香港歸英獨立聯盟

### 制憲派
主張「全民制憲，重新立約，實現真正『港人治港』」；曾於2016年香港立法會選舉與熱血公民和香港復興會組成熱普城選舉聯盟，以「五區公投，全民制憲」為競選綱領。
- 普羅政治學苑

## 相關人士

### 曾任區議員
過去本土派連同自決派在6個區議會中共有15個議席，議員包括：
| 區議會 | 代號 | 選區         | 姓名   | 所屬團體     | 備註                                                   |
| ------ | ---- | ------------ | ------ | ------------ | ------------------------------------------------------ |
| 中西區 | A08  | 西環         | 彭家浩 | 無黨籍       | 前維多利亞社區協會成員                                 |
| 東區   | C06  | 筲箕灣       | 梁詠詩 | 無黨籍       | 同為筲箕灣民生關注組成員                               |
| 東區   | C18  | 城市花園     | 仇栩欣 | 無黨籍       | 前北炮同盟成員                                         |
| 屯門區 | L08  | 山景         | 黃丹晴 | 無黨籍       | 屯門區議會副主席；前屯門社區網絡成員，曾為屯門十一素人 |
| 屯門區 | L24  | 田景         | 梁灝文 | 無黨籍       | 曾為屯門十一素人                                       |
| 北區   | N01  | 聯和墟       | 周錦豪 | 北區連線     | 同為聯和匯聚成員                                       |
| 北區   | N04  | 華都         | 張浚偉 | 北區連線     | 前北區藍圖成員                                         |
| 北區   | N18  | 皇后山       | 羅庭德 | 北區連線     | 北區區議會主席                                         |
| 大埔區 | P10  | 大埔滘       | 毛家俊 | 大埔民主聯盟 | 大埔區議會主席                                         |
| 大埔區 | P16  | 舊墟及太湖   | 劉勇威 | 大埔民主聯盟 | 大埔區議會副主席；同為埔向晴天成員                     |
| 大埔區 | P19  | 西貢北       | 譚爾培 | 西貢鄉民     | 同為土地正義聯盟成員                                   |
| 沙田區 | R27  | 錦濤         | 許立燊 | 馬鞍山守護線 |                                                        |
| 沙田區 | R28  | 馬鞍山市中心 | 鍾禮謙 | 馬鞍山守護線 |                                                        |
| 沙田區 | R30  | 利安         | 麥潤培 | 馬鞍山守護線 | 沙田區議會主席；前民主黨成員                           |
| 沙田區 | R36  | 鞍泰         | 鄭仲恒 | 馬鞍山守護線 |                                                        |

### 組織成員
香港民族黨（已解散）
召集人
- 陳浩天：MyRadio節目主持

發言人
- 周浩輝：MyRadio節目主持

香港獨立黨
秘書長
- 馬駿朗

香港台灣靖國神社崇敬奉贊會、香港李登輝之友會
代表
- 張文寶

科大行動
召集人
- 林衍希

我是香港人連線
聯絡人
- 莊錫餘
- 張民傑
- 梁文輝

天水連線 (已解散)
代表
- 伍健偉：前元朗區議員
- 林進：前元朗區議員
- 侯文健：前元朗區議員
- 關俊笙：前元朗區議員

調理農務蘭花系
主席
- 馬健賢

普羅政治學苑(已轉為有限公司)
主席
- 黃毓民：前立法會議員，MyRadio創辦人、節目《毓民踩場》、《毓民踢爆》主持

保守黨、香港歸英運動
召集人
- 賴綺雯

青年新政
召集人
- 梁頌恆：前立法會議員（宣誓無效），前Channel i節目《新言論政》主持

代表
- 游蕙禎：前立法會議員（宣誓無效），前Channel i節目《新言論政》主持
- 黃俊傑：前Channel i節目《喧譁作樂》主持
- 趙旭光
- 葉荏碩

東九龍社區關注組 (已解散)
發言人
- 陳澤滔

代表
- 黃子健：前觀塘區議員

天水圍民生關注平台 (已解散)
發言人
- 王百羽：前元朗區議員

長沙灣社區發展力量（已解散）
代表
- 李文浩：前深水埗區議員

慈雲山建設力量（已解散）
屯門社區關注組（已解散）
召集人
- 韓禮賢

本土民主前線
發言人
- 梁天琦：Channel i創辦人、節目《本土民主前線》主持

召集人
- 李東昇：Channel i節目《本土足球前線》主持

代表
- 黃台仰：本土民主前線前發言人、Channel i創辦人、節目《本土民主前線》主持

鍵盤戰線
發言人
- 鄺頌晴

屯門社區網絡（已解散）
召集人
- 黃丹晴：屯門區議員

北區動源
代表
- 黃嘉浩

沙田社區網絡 (已解散)
主席
- 劉頴匡：中大本土學社召集人

代表
- 黃學禮：前沙田區議員

埔向晴天
代表
- 劉勇威：大埔區議員（獨立身份參選）

荃灣社區網絡 (已解散)
總幹事
- 林錫添：前荃灣區議員

筲箕灣民生關注組 (已解散)
代表
- 梁詠詩：東區區議員

將軍澳青年力量 (已解散)
代表
- 黃子豐
- 陳緯烈：前西貢區議員
- 陳曉彤
- 林琬珊

南區社區網絡 (已解散)
代表
- 葉昊明

香港效益主義黨
主席
- 劉康

我哋係香港人，唔係中國人。
發言人
- 陳梓進 2012 - 2013
- 招顯聰 2013 ~

港人自決、藍色起義
發言人
- 陳梓進 2013 ~

### 社運人士
- 王俊：前《學苑》副總編輯
- 李宗澤：前學民思潮常委
- 周竪峰：香港中文大學學生會會長
- 招顯聰：前歸英獨立聯盟、我哋係香港人，唔係中國人。、香港人優先發言人
- 孫曉嵐：港獨支持者，香港大學學生會會長
- 張漢賢：前全國獨立黨代表
- 馮敬恩：前香港大學學生會會長，現已退出
- 黎梓恩：沙田區議會議員（獨立身份參選），前沙田新幹線成員
- 黎耀駿：前青年新政成員
- 衛碧君：前本土民主前線發言人
- 鍾禮謙：前學民思潮秘書處主席
- 鄺葆賢：前九龍城區議會議員，前青年新政代表
- 曾麗文：前人民力量秘書長
- 李政熙：「國難五金」老闆
- 陳梓進：「我哋係香港人，唔係中國人。」發言人，「港人自決、藍色起義」發言人
- 鄭俠

### 評論人
- 徐承恩：香港政論人士
- 曹凱喬：筆名米曹，前學民思潮義工
- 陳巧文
- 鄭立：香港遊戲開發者、專欄作家
- 盧斯達：筆名無待堂
- 霍千琳：筆名假啞港女，香港文字工作者
- 顧博謙：《學苑》總編輯
- 張展豪：網台主持，網上專欄作家，攝影師
- 健吾：專欄作家、大學講師和香港商業電台主持人
- 陶傑

## 相關媒體
- 本土新聞
- 學苑
- 城大月報
- MyRadio
- Channel i

## 相關書籍
陳雲
- 《身土不二──中港超限戰》
- 《城邦主權論》
- 《香港城邦論》
- 《香港遺民論》
- 《中文解毒》
- 《旺角街頭種高樑—香港風俗拾零》

李怡
- 《香港思潮──本土意識的興起與爭議》

學苑
- 《香港民族論》
- 《香港青年時代宣言──我們的二零四七》

黃毓民
- 《本土、民主、反共──黃毓民政論集》

青永屍
- 《墳場新聞政論集──香港的命運》

羅永生
- 《殖民家國外》

城大編委
- 《告別中國立足本土》
- 《告別運動革命抗赤》

徐承恩
- 《鬱躁的城邦：香港民族源流史》

龔祖兒
- 《香港真是提款機》、《香港今非昔比》、《香城六記》、《香港就快香》。

## 標誌性行動

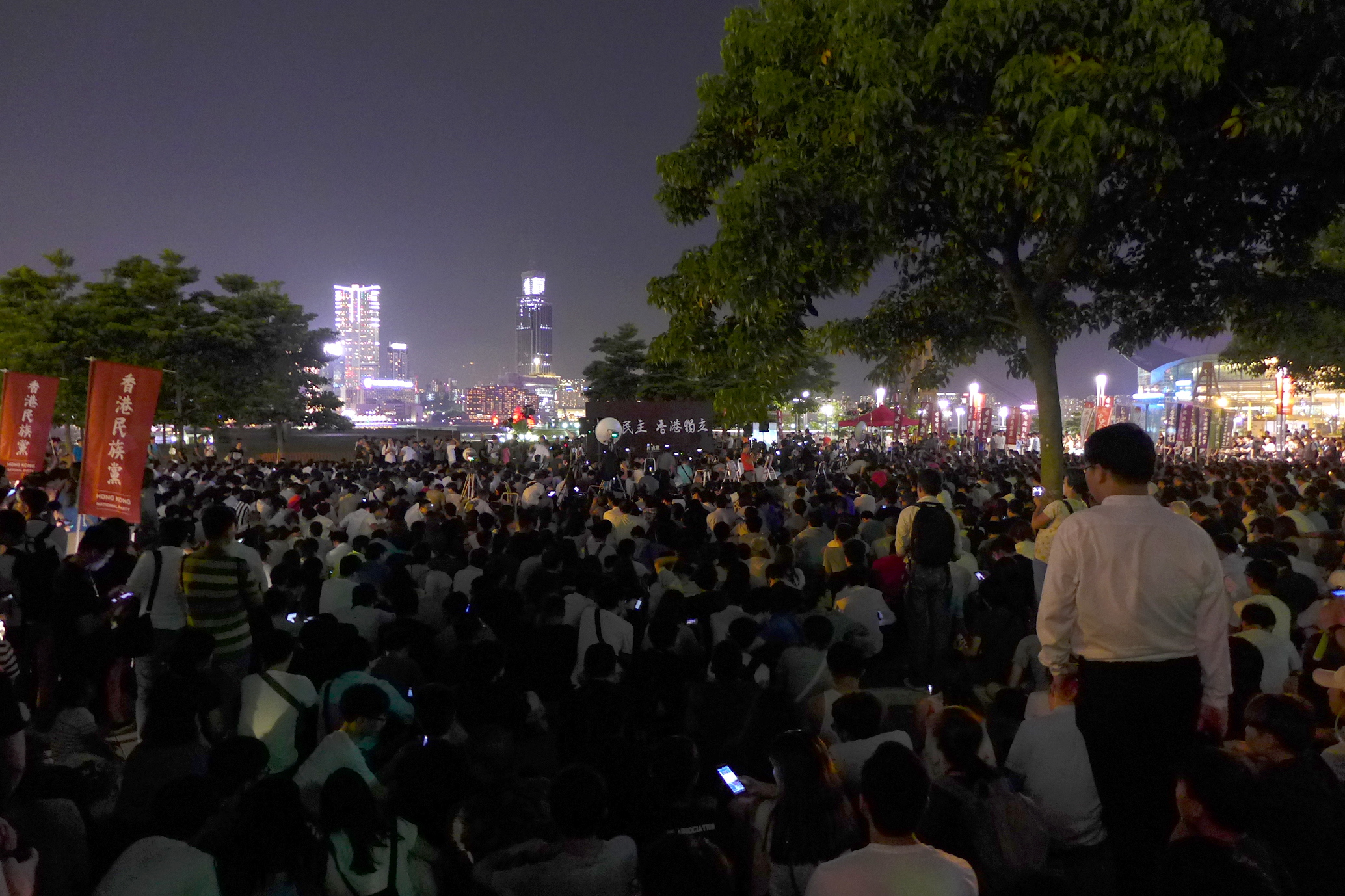
港獨集會情況

| 行動               | 日期               | 地點                                 | 主辦單位 |
| ------------------ | ------------------ | ------------------------------------ | --- |
| 光復上水站         | 15-18/9/2012       | 港鐵上水站                           | 網上群組 |
| 元旦遊行           | 1/1/2013           | 西營盤干諾道西                       | 我哋係香港人，唔係中國人 |
| 全民制憲起動集會   | 1/7/2013           | 灣仔循道衞理堂                       | 熱血公民 |
| 闖入駐港解放軍軍營 | 26/12/2013         | 中環駐港解放軍軍營                   | 香港人優先 |
| 驅蝗行動           | 16/2/2014          | 尖沙咀廣東道                         | 網上群組 |
| 尖沙咀六四集會     | 4/6/2014           | 尖沙咀自由戰士廣場                   | 熱血公民、普羅政治學苑 |
| 雨傘革命           | 26/9-15/12/2014    | 金鐘、旺角、銅鑼灣、尖沙咀佔領區     | 群眾自發、學生前線、熱血公民、學生獨立聯盟、普羅政治學苑、勇武前綫                                                                                           |
| 光復社區行動       | 8/2/2015-1/5/2016  | 屯門、沙田、元朗、上水、尖沙咀       | 熱血公民、本土民主前線、學生前線、屯門人屯門事、網上群組、勇武前綫、中大本土學社、學生獨立聯盟、元朗居民、北區水貨客關注組、香港民族陣綫、科大行動、學生動源 |
| 保衛夜市行動       | 19/2/2015          | 旺角                                 | 本土民主前線、網上群組 |
| 肖友懷事件         | 21/5/2015-4/6/2015 | 黃大仙、觀塘順利邨、灣仔入境事務大樓 | 熱血公民、香港本土力量、學生獨立聯盟、本土民主前線、青年新政、勇武前綫                                                                                       |
| 本土六四集會       | 4/6/2015           | 全港十八區                           | 普羅政治學苑、熱血公民、學生獨立聯盟、本土民主前線、香港本土力量                                                                                             |
| 唱蝗團反大媽行動   | 28/6/2015          | 旺角                                 | 香港本土力量、本土民主前線、學生獨立聯盟、勇武前綫、紅磡人紅磡事                                                                                             |
| 魚蛋革命           | 9/2/2016           | 旺角                                 | 本土民主前線、學生獨立聯盟、港獨支持者、群眾自發 |
| 港獨集會           | 5/8/2016           | 金鐘添馬公園                         | 香港民族黨 |

## 選舉

### 立法會選舉

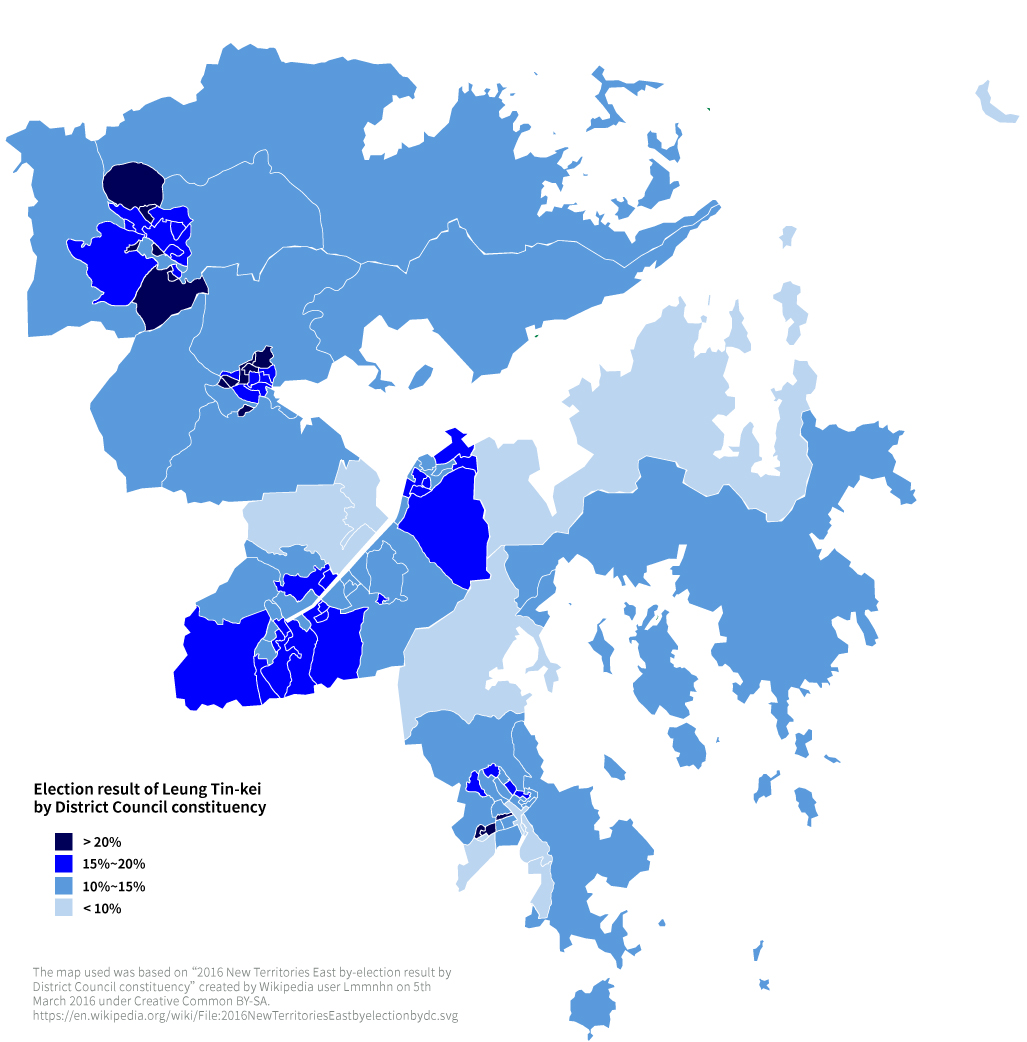
2016年新界東補選參選人梁天琦在各區議會分區的得票結果

| 界別     | 選區   | 姓名   | 備註                               |
| -------- | ------ | ------ | ---------------------------------- |
| 地方選區 | 新界西 | 鄭松泰 | 熱血公民主席（有爭議）             |
| 地方選區 | 新界東 | 梁頌恆 | 青年新政召集人，隨後被褫奪議員資格 |
| 地方選區 | 九龍西 | 游蕙禎 | 青年新政代表，隨後被褫奪議員資格   |

| 選舉                  | 地區直選得票 | 地區直選得票比例 | 地區直選議席 | 功能界別議席 | 超級區議會議席 | 選前議席變化 | 選舉取得議席 | 選後總議席變化 | +/-    |
| --------------------- | ------------ | ---------------- | ------------ | ------------ | -------------- | ------------ | ------------ | -------------- | ------ |
| 2016年 （新界東補選） | 66,524       | 15.38%           | 0            | 不適用       | 不適用         | 0 / 1        | 0 / 1        | 0 / 70         | 不適用 |
| 2016年                | 235,903      | 10.88%           | 3            | 0            | 0              | 1 / 70       | 3 / 70       | 3 / 70         | ▲2     |
| 2021年                |              |                  |              |              |                |              |              |                |        |

### 區議會選舉
| 區議會   | 代號 | 選區       | 姓名   | 備註                                     |
| -------- | ---- | ---------- | ------ | ---------------------------------------- |
| 九龍城區 | G19  | 黃埔西     | 鄺葆賢 | 青年新政代表（已於2016年6月3日退出組織） |
| 觀塘區   | J36  | 樂華北     | 黃子健 | 東九龍社區關注組代表                     |
| 大埔區   | P16  | 舊墟及太湖 | 劉勇威 | 獨立身份參選，埔向晴天代表               |
| 沙田區   | R20  | 松田       | 黃學禮 | 沙田社區網絡代表                         |
| 沙田區   | R06  | 王屋       | 黎梓恩 | 獨立身份參選，前沙田新幹線成員           |
| 沙田區   | R25  | 錦濤       | 陳國強 | 獨立身份參選，正義行動代表               |

| 區議會   | 代號 | 選區     | 姓名     | 所屬團體           | 備註                                 |
| -------- | ---- | -------- | -------- | ------------------ | ------------------------------------ |
| 深水埗區 | F02  | 長沙灣   | 李文浩   | 長沙灣社區發展力量 | 長沙灣社區發展力量主席               |
| 九龍城區 | G17  | 土瓜灣南 | 李軒朗   | 九龍角落           |                                      |
| 黃大仙區 | H05  | 鳳德     | 張嘉宜   | 慈雲山建設力量     |                                      |
| 黃大仙區 | H17  | 正愛     | 岑宇軒   | 慈雲山建設力量     |                                      |
| 觀塘區   | J36  | 樂華北   | 黃子健   | 東九龍社區關注組   |                                      |
| 荃灣區   | K01  | 德華     | 劉肇軒   | 荃民議政           |                                      |
| 荃灣區   | K08  | 愉景     | 劉卓裕   | 荃民議政           |                                      |
| 荃灣區   | K02  | 楊屋道   | 林鍚添   | 荃灣社區網絡       |                                      |
| 屯門區   | L07  | 翠興     | 潘智鍵   | 屯門社區網絡       | 屯門社區網絡主席                     |
| 屯門區   | L08  | 山景     | 黃丹晴   | 屯門社區網絡       | 屯門區議會副主席                     |
| 屯門區   | L10  | 興澤     | 曾振興   | 屯門社區網絡       |                                      |
| 屯門區   | L11  | 新墟     | 張可森   | 屯門社區網絡       |                                      |
| 屯門區   | L23  | 良景     | 王德源   | 屯門社區網絡       |                                      |
| 屯門區   | L19  | 富新     | 李家偉   | 富新一代           |                                      |
| 屯門區   | L21  | 龍門     | 曾錦榮   | 龍門關注組         |                                      |
| 元朗區   | M05  | 十八鄉中 | 方浩軒   | 動元十八           |                                      |
| 元朗區   | M11  | 十八鄉東 | 李俊威   | 動元十八           |                                      |
| 元朗區   | M12  | 十八鄉西 | 司徒博文 | 動元十八           |                                      |
| 元朗區   | M18  | 天盛     | 侯文健   | 天水連線           |                                      |
| 元朗區   | M24  | 瑞華     | 林進     | 天水連線           |                                      |
| 元朗區   | M27  | 嘉湖北   | 伍健偉   | 天水連線           |                                      |
| 元朗區   | M30  | 富恩     | 關俊笙   | 天水連線           |                                      |
| 元朗區   | M25  | 頌華     | 陳詩雅   | 天水圍民生關注平台 |                                      |
| 元朗區   | M31  | 天恒     | 王百羽   | 天水圍民生關注平台 | 2021立法會區議會(第二)功能界別候選人 |
| 元朗區   | M32  | 宏逸     | 巫啟航   | 天水圍民生關注平台 |                                      |
| 北區     | N01  | 聯和墟   | 周錦豪   | 北區連線           |                                      |
| 北區     | N04  | 華都     | 張浚偉   | 北區連線           |                                      |
| 北區     | N07  | 粉嶺南   | 張正浩   | 北區連線           |                                      |
| 北區     | N09  | 清河     | 袁家倫   | 北區連線           |                                      |
| 北區     | N10  | 御太     | 陳梓峯   | 北區連線           |                                      |
| 北區     | N15  | 鳳翠     | 蔣旻正   | 北區連線           |                                      |
| 北區     | N18  | 皇后山   | 羅庭德   | 北區連線           | 北區區議會主席                       |
| 西貢區   | Q05  | 坑口西   | 余浚寧   | 將向天晴           |                                      |
| 西貢區   | Q09  | 維景     | 葉子祈   | 將向天晴           |                                      |
| 西貢區   | Q06  | 彩健     | 陳緯烈   | 將軍澳青年力量     |                                      |
| 西貢區   | Q22  | 景林     | 張偉超   | 將軍澳青年力量     |                                      |
| 沙田區   | R06  | 王屋     | 黎梓恩   | 沙田區政           |                                      |
| 沙田區   | R07  | 沙角     | 陳兆陽   | 沙田區政           |                                      |
| 沙田區   | R08  | 博康     | 趙柱幫   | 沙田區政           |                                      |
| 沙田區   | R09  | 水泉澳   | 盧德明   | 沙田區政           |                                      |
| 沙田區   | R10  | 乙泉     | 丘文俊   | 沙田區政           |                                      |
| 沙田區   | R11  | 秦豐     | 陳諾恒   | 沙田區政           |                                      |
| 沙田區   | R13  | 翠田     | 許銳宇   | 沙田區政           |                                      |
| 沙田區   | R15  | 下城門   | 黃浩鋒   | 沙田區政           |                                      |
| 沙田區   | R17  | 徑口     | 吳錦雄   | 沙田區政           |                                      |
| 沙田區   | R18  | 田心     | 曾杰     | 沙田區政           |                                      |
| 沙田區   | R21  | 松田     | 黃學禮   | 沙田區政           | 沙田區議會副主席                     |
| 沙田區   | R29  | 烏溪沙   | 李永成   | 沙田區政           |                                      |
| 沙田區   | R32  | 錦英     | 丁仕元   | 沙田區政           |                                      |
| 離島區   | T04  | 東涌南   | 王進洋   | 東涌人             |                                      |

| 選舉   | 民選得票 | 民選得票比例 | 民選議席 | 當然議席 | 總議席    | +/-  |
| ------ | -------- | ------------ | -------- | -------- | --------- | ---- |
| 2015年 | 44,334   | 3.07%        | 6        | 0        | 6 / 458   | ▲6   |
| 2019年 |          |              | 126      | 0        | 126 / 479 | ▲120 |